# Метро (песня)
«Метро» — песня российской поп-группы «Високосный год», написанная Ильёй Калинниковым и вошедшая в дебютный студийный альбом «Который возвращается», выпущенный в 2000 году.

## Участники записи
- Илья Калинников — вокал, акустическая гитара, ритм-гитара, соло-гитара
- Павел Серяков — бас-гитара, бэк-вокал

## Другие версии песни
- 2000 — MetroJazz
- 2007 — «Метро.Band.2007».